# جورج دوز غرين
جورج دوز غرين (بالإنجليزية: George Dawes Green)‏ (1954، أيداهو في الولايات المتحدة)؛ كاتب سيناريو وروائي أمريكي.
ترعرع غرين بجورجيا و حاليا يقطن بمدينة بروكلين، ولاية نيويورك.

### أعماله
حائز على جائزة نيويورك تايمز لأفضل الكتب مبيعًا، و مؤسس بودكاست (العثة The Moth) الذي يعد حسب قوله " ناديا للحكواتيين". وقد حصدت أول روايته "فلنتاين رجل الكهف" جائزة إدغار و ترجمت لفيلم من بطولة صامويل جاكسون.
أيضا تعتبر رواية "المحلف" الأفضل مبيعا في أكثر من 20 لغة، و كانت أساسا للفيلم الحامل لنفس العنوان، من بطولة أليك بالدوين وديمي مور ، كما تعتبر رواية "الغربان" واحدا من أفضل الكتب الأكثر مبيعا من قبل مجلة لوس أنجلوس تايمز ، جريدة وول ستريت جورنال وغيرها من المجلات.

## روابط خارجية
- جورج دوز غرين على موقع IMDb (الإنجليزية)
- جورج دوز غرين على موقع قاعدة بيانات الفيلم (الإنجليزية)